# Hormazd I

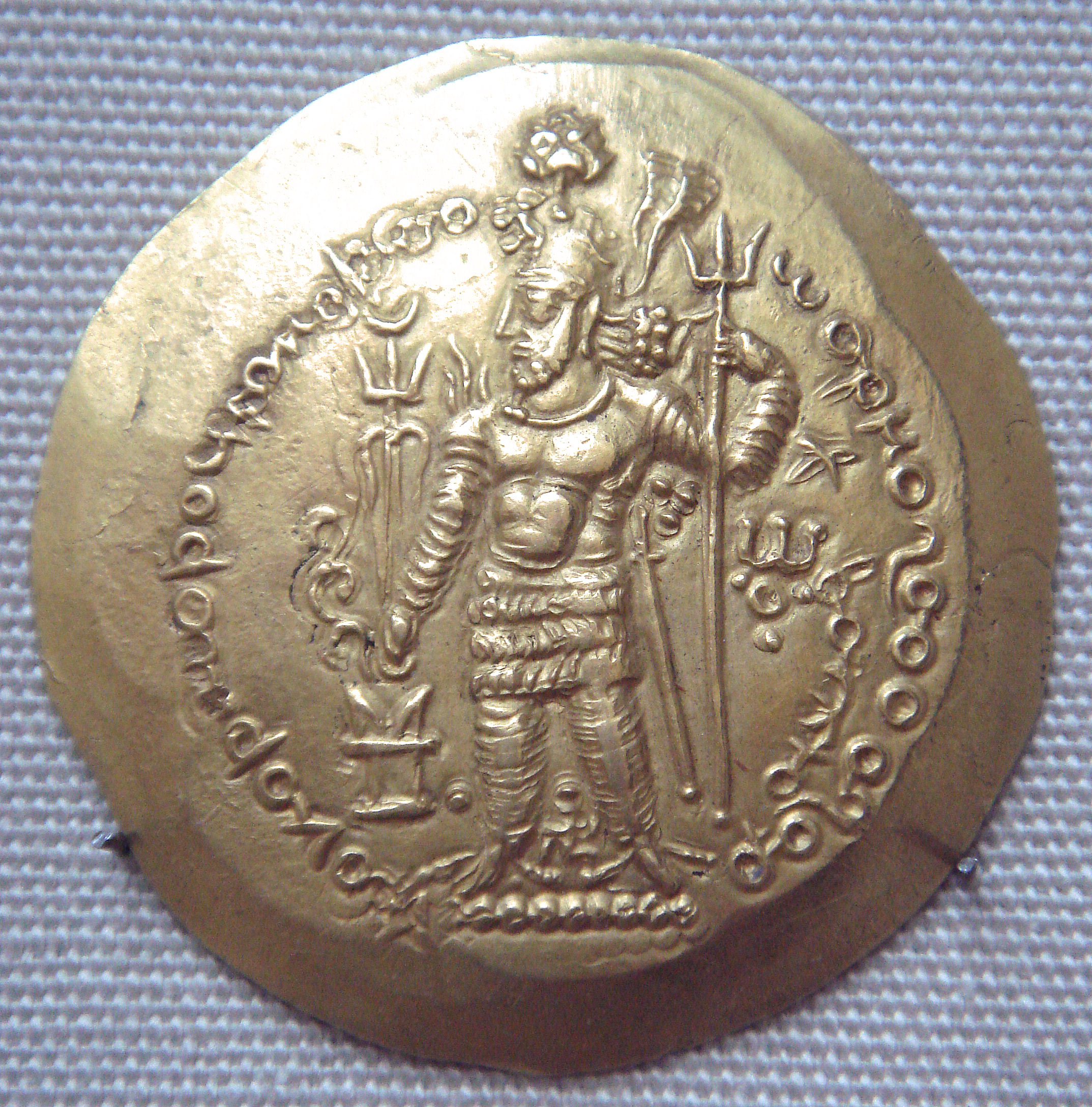
Munt met beeltenis van Hormazd I

Hormazd I of Hormuz I was van 272 tot 273 koning van het Sassanidenrijk.
Hij was waarschijnlijk de jongste zoon van de machtige koning Shapur I, die een politiek gevoerd had van beperking van de macht van de adel en de priesters van het zoroastrisme. Volgens de schrijver Tabari was Hormazd benoemd tot heerser van Khurasan, maar door zijn onversaagdheid en uitzonderlijke trouw aan Sjapoer werd hij tot diens opvolger gekozen. Hij werd verkozen boven zijn oudere broer Narseh, de koning van Sistan. Hormazd trachtte het beleid van zijn vader voort te zetten en stond welwillend tegenover het nieuwe manicheïsme van de profeet Mani. Zijn oom Peroz was een volgeling van de nieuwe profeet geworden en zijn vader had hem aan het hof welkom geheten. De wrok van de mobads was groot en na korte tijd op de troon stierf Hormazd onder verdachte omstandigheden. Hij werd opgevolgd door zijn jongere broer Bahram I die onder invloed van de mobads stond.
De stad Ram-Hormizd in Khuzestan werd door Hormazd gebouwd.